# براكن (ساسكاتشوان)
براكن (بالإنجليزية: Bracken, Saskatchewan)‏ هي قرية تقع في كندا في ساسكاتشوان. يقدر عدد سكانها بـ 25 نسمة ومساحتها 0.60 كم2 .